# Dòrria
Dòrria és una entitat de població del municipi de Toses a la comarca del Ripollès. En el cens de 2009 tenia 17 habitants. És un dels pobles més elevats de Catalunya, i el més elevat actualment habitat, a una altitud de 1.550 msnm. El conjunt del poble ha estat declarat bé cultural d'interès nacional per la seva bellesa i la conservació de les pintures romàniques de l'església de Sant Víctor de Dòrria

## Centre històric
El nucli urbà de Dòrria està situat al damunt de la carretera de Puigcerdà, sobre la vall del Rigart, al vessant meridional de la serra de Gorrablanca. Confronta el terme municipal amb els de Vallsabollera, Toses, Fornells de la Muntanya, el riu Rigart i Queralbs. Forma part de la mancomunitat intermunicipal de la vall de Ribes, que comprèn els municipis de Ribes de Freser (capital de la Mancomunitat), Campelles, Queralbs, Pardines, Planoles i Toses. El nucli històric de Dòrria fou declarat bé cultural d'interès nacional.

## Història

### Origen
El poble de Dòrria es troba sobre la carretera de Puigcerdà, a la collada de Toses, en un coster sobre la vall del Rigard, a 1550 m. d'altitud, al NE de Toses. Esmentat ja l'any 839 amb el topònim Doriga, és un antic nucli ramader, molt despoblat al llarg d'aquest segle, que en els darrers anys s'ha vist revitalitzat amb la construcció i reconstrucció d'algunes cases com a segona residència. La trama urbana s'organitza entorn de l'església parroquial de Sant Víctor, consagrada l'any 903, un edifici romànic molt modificat als segles XVII-XVIII.
Respecte al nucli urbà de Dòrria no hi ha constància de proves documentals o vestigis arqueològics anteriors al segle IX que demostrin l'existència d'assentament humà. Tanmateix, no exclou la possible presència d'un grup, possiblement de ramaders, que donés origen a l'actual Dòrria.
La data més antiga documentada és la de l'acta de consagració de la Seu d'Urgell de l'any 839, on s'anomena el topònim "Duaria" junt al de Toses i Navàs. El 7 de juliol de l'any 903, el bisbe d'Urgell, Nantagis, a petició del sacerdot Samarell i de la feligresia, consagrà una església nova. El poble s'anomena al document com Doriga. El "Portium de Tosa", al qual pertany Dòrria, surt esmentat en el testament del comte Guifré de Cerdanya del 1035.

### Edat mitjana i moderna
Tota la vall de Toses tenia com a centre jurisdiccional el castell de Toses, ben documentat des del S. XIII, quan ja pertanyia als nobles cerdans cognominats Urg o Urtx, que s'uniren als Mataplana pel casament de Galceran d'Urtx amb Blanca de Mataplana, efectuat abans del 1240. Amb el fill d'aquest matrimoni, Ramon d'Urtx, la vall de Toses, amb Dòrria i Campelles, passà a formar part una de les batllies del gran domini dels barons de Mataplana. Aquest domini prengué, avançat el s.XIV, el nom de baronia de Toses. Més tard, la baronia passà als ducs d'Hixar.
Dòrria, al principi del S.XIV, era una parròquia notable, tan important com Toses, Bruguera o Ventolà, però la crisi demogràfica de la segona part del segle la deixà tan despoblada, que el comte de Pallars, Jaume Rotger, el 8 de juny de 1371, eximeix del pagament dels tributs els seus habitants. La història de Dòrria va estretament lligada a les vicissituds inherents a la seva pertinença a la baronia de Toses, inclosa dintre dels territoris dels Mataplana, dels Pinós, i més tard, dels ducs d'Hixar i dels d'Alba.
Entre els S.XV i XVI, hi ha una davallada de població. L'any 1553, Dòrria tenia 9 famílies, 3 més que Toses. El 1635 pertanyia la vall als Ducs d'Alba, ocupant-se del cobrament de les rendes n'Antoni Descatllar. Els regidors del municipi de Toses, es reunien els segles XVII i XVIII a Dòrria, per les seves juntes. És una època de creixement i desenvolupament econòmic de la població, que uneix al tradicional mitjà econòmic de la ramaderia, el tràfic de mercaderies vers Puigcerdà. La seva situació fronterera fa que a les guerres del francès i a les carlines es produeixin escaramusses entre els bàndols enfrontats.

### Segle XX
A principis del S.XX, Dòrria comprenia 34 cases i albergs, amb 82 habitants que es dedicaven, com havien fet els seus avantpassats, a la ramaderia, així com al petit conreu d'horta per al consum propi. Comptava amb rectoria, carrabiner, guàrdia civil i hostal.
La seva davallada demogràfica, fins a arribar a la situació actual, s'inicia amb la construcció de la nova carretera que uneix Barcelona amb Puigcerdà per la collada de Toses; Dòrria queda desmarcada del circuit tradicional i la població baixa a integrar-se al nou circuit, que ofereix un canvi de vida menys dur.
A mitjan 1960, restaven a Dòrria tres famílies i s'inicia un canvi sociològic substancial en comprar-se nombrosos habitatges destinats a segona residència.